# Thomas Ruhl

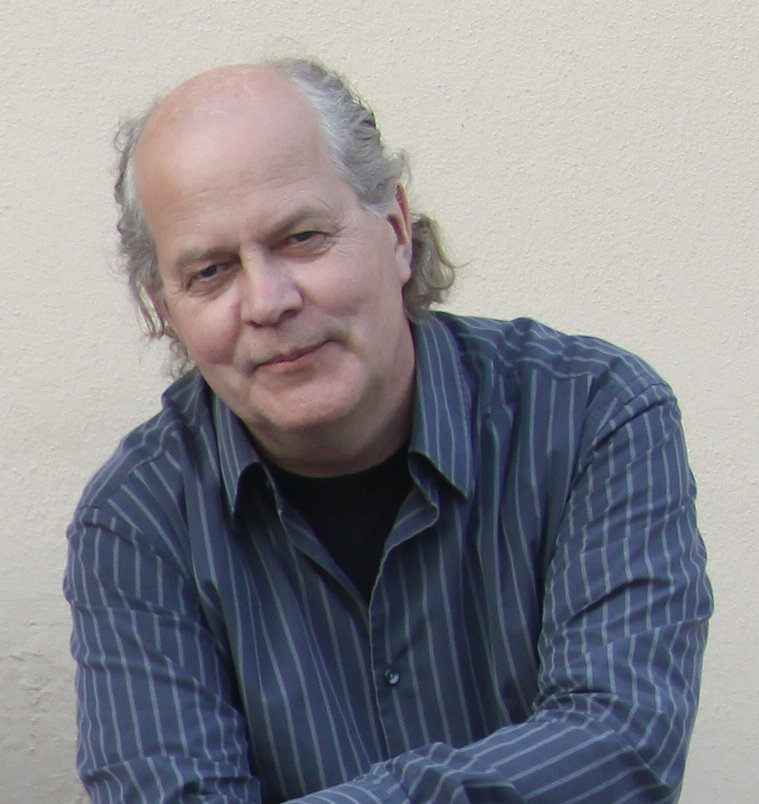
Thomas Ruhl (2011)

Frank Thomas Ruhl (* 1956 in Bochum) ist ein deutscher Autor, Fotograf und Verleger.

## Werdegang
Ruhl studierte Grafik und Fotografie an der Folkwang Universität der Künste. Nach seinem Studium war er Art Director und später Creative Director bei verschiedenen Werbefirmen.
1987 machte er sich mit eigener Agentur selbständig, zu der drei Jahre später ein Fotostudio hinzukam.
Er ist Mitbegründer und Herausgeber der 2006 zum ersten Mal erschienenen Essenszeitschrift Port Culinaire, die mit dem zugehörigen Verlag Edition Port Culinaire unter der Leitung der Ruhl Studios steht.
Sein Buch Die See – Das Culinarium der Meeresfische gewann 2005 einen Gourmand World Cookbook Award. Als Verleger und Fotograf arbeitete er z. B. mit Christian Bau und Jean-Claude Bourgueil zusammen. Er gehört zu den Mitorganisatoren des Kochsymposiums Chef-Sache. Für die Liste der  World’s 50 Best Restaurants war er von 2009 bis 2014 Vorsitzender der Abteilung von Fachleuten, die die deutschen Restaurants begutachtet.
Er war mit Carola Gerfer–Ruhl (1963–2024) verheiratet und lebt in Odenthal.

## Bücher (Auswahl)
- Die See: das Culinarium der Meeresfische, Neustadt 2005. ISBN 3-86528-235-0.
- Das Culinarium der Süsswasserfische: Lexikon, Warenkunde, Küchenpraxis und Rezepte von Starköchen, Köln 2008. ISBN  	978-3-7716-4391-1.
- Chinatown: Produkte, Rezepte und Geschichten über die Begegnung mit einem kulinarischen Parallel-Universum, Köln 2010. ISBN  	978-3-7716-4446-8.
- Die neue regionale Küche: lokale Produkte inspirieren Spitzenköche, Stuttgart 2010. ISBN 978-3-87515-052-0.
- Die junge bayerische Küche – von Tradition und neuen Einflüssen. Port Culinaire, 2021, ISBN 978-3947310951.